# Eugen Moldovan
Eugen Moldovan (Brașov, 5 novembre 1961) è un allenatore di calcio ed ex calciatore rumeno, di ruolo difensore.